# 几内亚比绍总统
几内亚比绍总统（葡萄牙语：presidentes da Guiné-Bissau）是几内亚比绍共和国的国家元首。几内亚比绍总理和政府成员均由总统任命。

## 宪法规定
根据宪法，总统通过自由、普遍、平等、直接和秘密的选举产生（第63条）。该条款还规定，总统候选人必须是几内亚比绍籍公民，父母均为几内亚比绍人，年龄在35岁以上，并享有充分的公民权利和政治权利。共和国未来的总统必须以绝对多数票当选；否则，将在第一轮投票中获得最多选票的两位候选人之间进行决选（第64条）。几内亚比绍总统每届任期为5年，可连选连任一次。

## 任期
共和国总统任期五年，可连任（第66条）。该条款还规定，总统不得连任第三届，也不得连任第二届任期后的五年。总统辞职后，不得参加下届总统选举或辞职后五年内举行的任何选举。
总统当选后，须在全国人民代表大会全体会议上宣誓就职（第67条），任期内不得兼任其他公职或私人职务（第65条）。
关于总统任期突然终止或暂时丧失能力，该国宪法包含多项条款。根据第72条，在总统出国或暂时无法履行职责的情况下，临时担任共和国总统；以及在总统死亡或永久无法履行职责的情况下，由国民人民代表大会主席代行共和国总统职务。如果国民人民代表大会主席无法履行职责，则由其继任者代行总统职务，直至举行新的选举。无论如何，临时总统不得行使第68条规定的所有宪法权力（政府更迭；司法任命；部长会议主席；或授予荣誉）。
此外，第73条规定，共和国总统在任期内犯下的任何罪行均可由高等法院起诉。经三分之一的国民议会议员提议并经三分之二的国民议会议员批准，国民议会有权要求共和国总检察长起诉共和国总统。共和国总统一旦被定罪，将被免职，且不得再竞选连任。

## 宪法权力
根据 1996年修订的1984年宪法，共和国总统代表几内亚比绍共和国（第 62 条），其宪法权力载于第 68 条：
- 保卫共和国宪法。
- 向国民议会发表讲话。如有紧急公共利益理由需要，可召开国民议会特别会议。
- 批准国际条约。
- 依法确定总统选举、全国人民代表大会选举和地方政府首脑选举的日期。
- 颁布法律、法令和命令。
- 赦免和减刑。
- 授予荣誉学位和国家奖项
- 履行宪法和法律赋予总统的其他职责。
- 主持国务委员会。
- 应总理要求担任部长会议主席。

除第七十条规定外：
在履行职责时颁布总统命令。
该第68条还规定了总统任命公职的权力，即总统负责任命、确认和罢免总理，同时尊重立法选举产生的议会多数票。他还根据总理的提议任命部长会议成员。总统还负责根据总理的提议设立或解散各部委和国务秘书处。他确认最高法院的任命；根据政府的提议任命或罢免总参谋长、共和国总检察长和几内亚比绍大使。作为国家元首，总统负责接受外国大使的认可。
关于其与立法机构的关系，共和国总统有权在事先获得国民议会授权的情况下宣布战争或媾和；实施戒严或宣布紧急状态。总统还可在收到国民议会或国家政府颁布的任何立法文件后30天内颁布或否决该文件。但是，总统的否决权可被立法机构三分之二多数票推翻（第69条）。
共和国总统对政府的特殊权力之一是，如果总统认为存在严重的政治危机，威胁到共和国机构的正常运作，他可以强制政府辞职，尽管他必须首先与国务委员会和国会中的政党协商（第104条）。

## 国务委员会
根据该国宪法第三章，共和国总统由一个名为国务委员会的咨询机构陪同。国务委员会的成员包括：共和国总统（由总统兼任）；国民议会主席；总理；最高法院院长；国民议会中各有席位的政党代表；以及总统任期内选举产生的五名公民。
其权力是审议总统在下列情况下采取的措施：
- 宣布解散全国人民议会。
- 宣布戒严或紧急状态。
- 宣布宣战并恢复和平。
- 为总统履行职责提供建议。

## 最近选举
参见：2009年几内亚比绍总统选举
几内亚比绍历来有政变和企图政变的传统。上一次政变是2008年11月议会选举之后，当时军人袭击了总统的办公室，两人被打死，但政变失败。
2009年3月31日，维埃拉总统被哗变的士兵打死，在那之前几个小时，维埃拉的主要政治对手。总参谋长巴蒂斯塔·塔格梅·纳·瓦伊将军死于炸弹爆炸事件。 据信，这些士兵想为武装部队总参谋长瓦伊将军报仇。军方领导人说，这些士兵是独立行动，军队没有发动政变。维埃拉被暗杀的一天后，几内亚比绍议会议长佩雷拉宣誓就任总统。几内亚比绍宪法规定，在60天之内举行新的选举之前，由议会议长担任临时国家元首。